# 팔젤의 아델라
성녀 아델라(Saint Adela)는 프랑크 왕국 아우스트라시아 분국의 공주로 메로빙거 왕가 출신이다. 아우스트라시아(Austrasia)의 왕 다고베르트 2세(Dagobert II, 시성됨 축일은 12월 23일)와 켈트 출신 마틸다의 딸이며, 지게베르트 4세의 이복 누나였다. 사후 가톨릭 성인에 시성되었다. 축일은 12월 24일이다.
아우스트라시아의 왕 성 다고베르트 2세와 켈트족 왕녀의 딸 마틸다의 딸인 성녀 아델라는 성녀 이르미나의 자매였다.
아키텐 공 에우도와 결혼하였으나 뒤에 알베리히(Alberich)와 재혼했다. 남편 알베리히가 죽자 수녀가 되었다. 그녀는 독일 남서부 트리어 근교 팔젤에 수도원을 세우고 초대원장이 되어 여생을 보냈다. 734년에 사망했고, 사후 시성되었다.

## 같이 보기
- 메로빙거 왕조
- 프랑크 왕국
- 다고베르트 2세
- 지게베르트 3세
- 지게베르트 4세
- 성녀 이루미나
- 아우스트라시아